# Blackpink: Light Up the Sky
Blackpink: Light Up the Sky (reso graficamente BLΛƆKPIИK: Light Up the Sky) è un film documentario sudcoreano diretto da Caroline Suh per Netflix, pubblicato il 14 ottobre 2020.
Il documentario ha come protagonista il girl group Blackpink e descrive il viaggio del gruppo e l'ascesa verso la fama.

## Trama
Il documentario parla dei quattro anni dal debutto delle Blackpink nel 2016 con filmati dei loro giorni di tirocinio, guarda alla loro vita fuori dai riflettori, storie dietro le quinte e interviste con i membri. Segue le prove e le tribolazioni dell'essere una star del K-pop, il processo di registrazione delle canzoni e parla anche della loro esibizione al Coachella del 2019.

## Produzione
Il film è stato girato in due periodi di tempo, il primo nell'autunno del 2019 e il secondo nel febbraio 2020 prima che la pandemia di COVID-19 diventasse una questione globale. I filmati d'archivio dei giorni di formazione delle Blackpink sono stati forniti dall'agenzia del gruppo YG Entertainment. Parlando del film, Suh ha sperato che il documentario «umanizzi tutti i membri delle Blackpink e che le persone possano vederle come persone tridimensionali piuttosto che come questi idoli o icone».

## Promozione
L'8 settembre 2020, Netflix e le Blackpink hanno annunciato la prima di Blackpink: Light Up the Sky sui loro account social. Il trailer ufficiale è stato pubblicato il 5 ottobre sul canale YouTube di Netflix.
Prima dell'uscita del film, le Blackpink hanno tenuto una conferenza stampa globale a Seul, insieme alla regista Carolina Suh tramite videoconferenza. L'evento è stato trasmesso in live streaming a causa della pandemia di COVID-19. Dopo l'uscita del film il 14 ottobre, le icone del profilo di tutti e quattro i membri delle Blackpink sono state rese disponibili su Netflix.

## Distribuzione
Il documentario è uscito su Netflix il 14 ottobre 2020. È diretto da Caroline Suh, la regista nominata all'Emmy della docuserie di Netflix Salt Fat Acid Heat, prodotta da Cara Mones e prodotta da RadicalMedia.

## Accoglienza

### Critica
Natalie Winkelman del The New York Times ha definito il film un «documentario accattivante che enfatizza l'individualità di ogni membro» in quanto «traccia una linea dalle vite impegnative che le Blackpink conducevano come apprendisti alla pressione e alla solitudine che ora affrontano come celebrità globali», ma ha criticato il modo in cui il film ha rifiutato di «scavare più a fondo nei modi in cui la YG Entertainment sviluppa e commercializza i talenti in così giovane età». Kate Halliwell di The Ringer ha elogiato il regista dicendo che Suh «taglia attraverso gli stereotipi più forti del K-pop per arrivare alla verità non solo dietro al gruppo, ma alle quattro donne uniche che ce la fanno». Kate Erbland di IndieWire ha dato al film una B, definendo il film «brillante e divertente» e che sebbene il film offrisse una «introduzione intima» alle Blackpink e «approfondimenti sul prezzo della fama», non ha sorvolato molto sull'altro lato del K-pop e mancava un «esame approfondito dell'esperienza del tirocinante».